# 조후역 (도쿄도)
조후역(일본어: 調布駅、ちょうふえき)(영어: Chōfu Station)은 일본 도쿄도 조후시에 위치한 게이오 전철의 철도역이다. 게이오 선과 게이오 사가미하라 선 등 2개의 노선이 운행중이며, 역 번호는 KO 18이다. 섬식 승강장 2면 4선의 구조를 갖춘 지하역이다.

## 타는 곳
| 하행 승강장 (지하 2층) |               |      |                                                        |
| 1 · 2                  | 게이오 선     | 하행 | 게이오하치오지 · 다카오산구치 · 다마도부쓰코엔 방면    |
| 1 · 2                  | 사가미하라 선 | 하행 | 게이오타마센터 · 하시모토 방면                         |
| 상행 승강장 (지하 3층) |               |      |                                                        |
| 3 · 4                  | 게이오 선     | 상행 | 메이다이마에 · 사사즈카 · 신주쿠 · 도영 신주쿠 선 방면 |

## 이용 현황
| 연도별 1일 평균 하차 승차 인원 | 연도별 1일 평균 하차 승차 인원 | 연도별 1일 평균 하차 승차 인원 |
| 연도                           | 평균 하차 인원                 | 평균 승차 인원                 |
| ------------------------------ | ------------------------------ | ------------------------------ |
| 1948년                         | 5,800                          |                                |
| 1955년                         | 11,510                         |                                |
| 1960년                         | 20,368                         |                                |
| 1965년                         | 38,239                         |                                |
| 1970년                         | 57,506                         |                                |
| 1975년                         | 74,157                         |                                |
| 1980년                         | 76,584                         |                                |
| 1985년                         | 83,156                         | 41,805                         |
| 1990년                         | 100,607                        | 50,842                         |
| 1991년                         |                                | 52,306                         |
| 1992년                         | 52,951                         |                                |
| 1993년                         | 52,778                         |                                |
| 1994년                         | 53,430                         |                                |
| 1995년                         | 106,933                        | 54,346                         |
| 1996년                         |                                | 54,301                         |
| 1997년                         | 106,859                        | 54,321                         |
| 1998년                         | 106,825                        | 54,201                         |
| 1999년                         | 106,189                        | 53,933                         |
| 2000년                         | 106,259                        | 53,659                         |
| 2001년                         | 108,354                        | 54,316                         |
| 2002년                         | 107,681                        | 53,591                         |
| 2003년                         | 108,164                        | 54,090                         |
| 2004년                         | 108,438                        | 54,203                         |
| 2005년                         | 109,956                        | 54,612                         |
| 2006년                         | 110,723                        | 54,722                         |
| 2007년                         | 114,647                        | 57,029                         |
| 2008년                         | 116,432                        | 58,022                         |
| 2009년                         | 115,654                        | 57,675                         |
| 2010년                         | 114,906                        | 57,333                         |
| 2011년                         | 113,423                        | 56,586                         |
| 2012년                         | 113,385                        | 56,572                         |
| 2013년                         | 115,061                        | 57,370                         |
| 2014년                         | 115,238                        | 57,057                         |
| 2015년                         | 117,781                        | 58,416                         |
| 2016년                         | 119,639                        |                                |

## 역 주변
- 조후 시청
- 조후 시 그린 홀
- 조후 FM 방송
- 일본 전기통신 대학
- 도호가쿠엔 대학 음악학부 조후 캠퍼스
- 조후 비행장

## 인접 역
| 게이오 전철 게이오 선              | 게이오 전철 게이오 선 | 게이오 전철 게이오 선                  |
| ---------------------------------- | --------------------- | -------------------------------------- |
| KO 06 메이다이마에 신주쿠 방면     | ■ 특급                | 후추 KO 24 게이오하치오지 방면         |
| KO 12 지토세카라스야마 신주쿠 방면 | ■ 준특급              | 후추 KO 24 게이오하치오지 방면         |
| KO 14 쓰쓰지가오카 신주쿠 방면     | ■ 급행 · ■ 구간 급행  | 히가시후추 KO 23 게이오하치오지 방면   |
| KO 14 쓰쓰지가오카 신주쿠 방면     | ■ 쾌속                | 니시초후 KO 19 게이오하치오지 방면     |
| KO 17 후다 신주쿠 방면             | ■ 각 역 정차          | 니시초후 KO 19 게이오하치오지 방면     |
| 게이오 전철 사가미하라 선          |                       |                                        |
| 시·종착역                          | ■ 특급                | 게이오이나다즈쓰미 KO 36 하시모토 방면 |
| 시·종착역                          | ■ 준특급              | 게이오이나다즈쓰미 KO 36 하시모토 방면 |
| 시·종착역                          | ■ 급행 · ■ 구간 급행  | 게이오이나다즈쓰미 KO 36 하시모토 방면 |
| 시·종착역                          | ■ 쾌속                | 게이오타마센터 KO 35 하시모토 방면     |
| 시·종착역                          | ■ 각 역 정차          | 게이오타마센터 KO 35 하시모토 방면     |